# Liste der Mitglieder des Kommunallandtages Kassel
Die Liste der Mitglieder des Kommunallandtages Kassel verzeichnet alle Mitglieder des Kommunallandtages Kassel der preußischen Provinz Hessen-Nassau von seiner Gründung 1868 bis zu seiner zwangsweisen Auflösung nach der Machtübernahme der Nationalsozialisten 1933. Aus den Reihen der Abgeordneten wurden ab 1886 Mitglieder für den Provinziallandtag der Provinz Hessen-Nassau gewählt.

## Liste der Abgeordneten
| Name                                                                                          | Partei        | Zeitraum Beginn | Zeitraum Ende                                                                         | Anmerkungen |
| --------------------------------------------------------------------------------------------- | ------------- | --------------- | ------------------------------------------------------------------------------------- | --- |
| Karl Richard Adam                                                                             | NSDAP         | 1933            |                                                                                       | Mitglied des Provinziallandtages:51 |
| Carl von Altenbockum                                                                          |               | 1887            | 1891                                                                                  | Landrat in Rotenburg:53 |
| Christian Adam Altenstadt                                                                     | DNVP          | 1919            | 1920                                                                                  | :53 |
| Georg Heinrich Dietrich Antoni                                                                | Zentrum       | 1899            | 1920                                                                                  | Mitglied des Provinziallandtages, Oberbürgermeister in Fulda:55                                                                                               |
| Karl Friedrich Appel                                                                          | DDP           | 1921            | 1925                                                                                  | :55 |
| Johann Karl Anton Arnd                                                                        | Zentrum       | 1917            | 1920                                                                                  | Mitglied des Provinziallandtages:56 |
| Friedrich Georg Hermann Hans von Aschoff                                                      |               | 1904            | 1913                                                                                  | Mitglied des Provinziallandtages, Landrat in Melsungen:57 |
| Florus Conrad Auffahrt                                                                        | DP            | 1868            | 1871                                                                                  | Landrat in Hersfeld:57 |
| Philipp Adelhard Ernst Karl Hermann von Baumbach                                              |               | 1899            | 1903                                                                                  | Mitglied des Provinziallandtages:63 |
| Ludwig Friedrich Wilhelm Ernst Georg von Baumbach                                             |               | 1892            | 1897                                                                                  | Mitglied des Provinziallandtages:64 |
| Alexander Edmund Heinrich Ferdinand Gottlieb von Baumbach                                     |               | 1872            | 1885                                                                                  | :64 |
| Moritz Ernst Becherer                                                                         | SPD           | 1930            |                                                                                       | Mitglied des Provinziallandtages:65 |
| Franz Becker                                                                                  | DVP           | 1921            | 1932                                                                                  | Mitglied des Provinziallandtages:66 |
| Friedrich Becker                                                                              |               | 1869            | 1874                                                                                  | Bürgermeister in Bockenheim:67 |
| Richard Max Adolf Becker                                                                      | DVP, LDP, FDP | 1922            | 1933                                                                                  | Mitglied des Provinziallandtages:67 |
| Rudolf Heinrich von Beckerath                                                                 |               | 1905            | 1909                                                                                  | Mitglied des Provinziallandtages, von 1900 bis 1903 Kommunallandtag Wiesbaden:67                                                                              |
| Heinrich Friedrich Albert Beermann                                                            | Ag            | 1930            | 1933                                                                                  | :68 |
| Wilhelm Albert Beinhauer                                                                      | NL, BdL       | 1886            | 1906                                                                                  | Mitglied des Provinziallandtages, von 1894 bis 1903 Mitglied des preußischen Abgeordnetenhauses:69                                                            |
| Gustav Peter Bernhardt                                                                        | NSDAP         | 1933            |                                                                                       | Mitglied des Provinziallandtages:72 |
| Wilhelmine Elisabeth Bernst                                                                   | SPD           | 1925            | 1926                                                                                  | Mitglied des Provinziallandtages:72 |
| Valentin Rudolph Berta                                                                        | DP            | 1887            | 1920                                                                                  | Mitglied des Provinziallandtages:73 |
| Heinrich Ernst Bezzenberger                                                                   |               | 1868            | 1870                                                                                  | :75 |
| Daniel Theodor Bierschenk                                                                     |               | 1875            | 1904                                                                                  | Mitglied des Provinziallandtages:76 |
| Heinrich Edwin Morian von Bischoffshausen                                                     |               | 1899            | 1901                                                                                  | Mitglied des Provinziallandtages, Landrat in Witzenhausen:77                                                                                                  |
| Adam Bleuel                                                                                   |               | 1901            | 1916                                                                                  | Mitglied des Provinziallandtages:78 |
| Gustav Bode                                                                                   |               | 1868            | 1874                                                                                  | :79 |
| Arthur von Bodenhausen                                                                        |               | 1902            | 1919                                                                                  | Mitglied des Provinziallandtages:80 |
| Martin Böhmecke                                                                               | NSDAP         | 1933            |                                                                                       | :81 |
| Johannes Böhmer                                                                               | Ag            | 1921            | 1929                                                                                  | Mitglied des Provinziallandtages:81 |
| Conrad Bolte                                                                                  |               | 1877            | 1885                                                                                  | :82 |
| Karl Bolte                                                                                    | NSDAP         | 1933            |                                                                                       | Mitglied des Provinziallandtages:82 |
| Karl Peter Bopp                                                                               |               | 1899            | 1914                                                                                  | Mitglied des Provinziallandtages:83 |
| Friedrich Adolf Brack                                                                         |               | 1883            | 1892                                                                                  | Mitglied des Provinziallandtages, Bürgermeister in Schmalkalden:84                                                                                            |
| Otto Heinrich Brandt                                                                          |               | 1880            | 1885                                                                                  | :85 |
| Erich Braun                                                                                   | NSDAP         | 1933            |                                                                                       | Mitglied des Provinziallandtages:85 |
| Georg Wilhelm Braun                                                                           |               | 1892            | 1907                                                                                  | Mitglied des Provinziallandtages:85 |
| Johann August Georg Braun                                                                     | NL            | 1868            | 1877                                                                                  | :85 |
| Rudolf Oskar Karl Braun                                                                       | NSDAP         | 1933            |                                                                                       | Mitglied des Provinziallandtages:86 |
| Friedrich Braunersreuther                                                                     | SPD           | 1926            | 1929                                                                                  | Mitglied des Provinziallandtages:86 |
| Johannes Braunholz                                                                            | SPD           | 1921            | 1929                                                                                  | Mitglied des Provinziallandtages:86 |
| Friedrich Wilhelm Bredemeier                                                                  |               | 1871            | 1877                                                                                  | :87 |
| Johann Victor Bredt                                                                           | FK, WP, DNVP  | 1919            | 1920                                                                                  | Mitglied des Provinziallandtages:87 |
| Johannes Brehm                                                                                |               | 1874            | 1883                                                                                  | :87 |
| Konrad Breitenbach                                                                            | Zentrum       | 1921            | 1925                                                                                  | Mitglied des Provinziallandtages:88 |
| Johannes Heinrich Breitstadt                                                                  | NL, DNVP      | 1912            | 1920                                                                                  | Mitglied des Provinziallandtages:88 |
| Johann Georg Brenner                                                                          |               | 1874            | 1883                                                                                  | :88 |
| Hans Breyl                                                                                    | SPD           | 1927            | 1928                                                                                  | Mitglied des Provinziallandtages:89 |
| Gustav Franz Viktor Brill                                                                     |               | 1915            | 1916                                                                                  | Mitglied des Provinziallandtages:89 |
| Otto Brill                                                                                    | DNVP          | 1921            | 1925                                                                                  | Mitglied des Provinziallandtages:89 |
| Theodor Brockmann                                                                             |               | 1887            | 1894                                                                                  | Mitglied des Provinziallandtages:90 |
| Michael Brückner                                                                              | Zentrum       | 1919            | 1920                                                                                  | Mitglied des Provinziallandtages:91 |
| Carl Brunner                                                                                  | NL            | 1914            | 1920                                                                                  | Mitglied des Provinziallandtages, Bürgermeister in Kassel:91                                                                                                  |
| Heinrich Brunner                                                                              | SPD           | 1919            | 1925                                                                                  | Mitglied des Provinziallandtages:91 |
| Johann Julius Louis Burhenne                                                                  |               | 1869            | 1874                                                                                  | Bürgermeister in Schmalkalden:94 |
| Hans Burkhardt                                                                                | NSDAP         | 1930            | 1933                                                                                  | Mitglied des Provinziallandtages, Mitglied des Deutschen Reichstages:94                                                                                       |
| Johann Friedrich Christoph Busche                                                             | SPD           | 1920            | 1920                                                                                  | Mitglied des Provinziallandtages:95 |
| Ludwig Karl Ernst Wolrab von Buttlar                                                          | Zentrum       | 1895            | 1918                                                                                  | Mitglied des Provinziallandtages, Landrat in Wolfhagen:95 |
| Friedrich Canthal                                                                             |               | 1908            | 1916                                                                                  | Mitglied des Provinziallandtages:96 |
| Albert Heinrich Caron                                                                         |               | 1905            | 1916                                                                                  | Mitglied des Provinziallandtages:97 |
| Carl Heinrich Israel Cassian                                                                  |               | 1871            | 1876                                                                                  | Oberbürgermeister in Hanau:97 |
| Theodor Hugo Conrad                                                                           | KPD           | 1929            | 1932                                                                                  | Mitglied des Provinziallandtages:99 |
| Magnus Corell                                                                                 |               | 1886            | 1891                                                                                  | Mitglied des Provinziallandtages:99 |
| Alexander Friedrich Emil Gustav von Dalwigk zu Lichtenfels                                    |               | 1897            | 1897                                                                                  | Landrat in Hünfeld und Polizeipräsident in Kassel:102 |
| Franz Xaver Danzebrink                                                                        | Zentrum       | 1930            | 1933                                                                                  | Mitglied des Provinziallandtages, Oberbürgermeister in Fulda (1930–1945):103                                                                                  |
| Ernst August Ludwig Ferdinand Deichmann                                                       |               | 1887            | 1919                                                                                  | Mitglied des Provinziallandtages:104 |
| Friedrich Wilhelm Ludwig Hermann von Deines                                                   |               | 1868            | 1885                                                                                  | mit mehreren Unterbrechungen: 1871/72, 1873/74, 1876, 1880, 1883:104                                                                                          |
| Konrad Wilhelm Anton Heinrich Delius                                                          |               | 1919            | 1920                                                                                  | Mitglied des Provinziallandtages:104 |
| Johann Friedrich Conrad Carl Demme                                                            |               | 1902            | 1903                                                                                  | Mitglied des Provinziallandtages:105 |
| Hugo Dertz                                                                                    | 1907          | 1919            | Mitglied des Provinziallandtages, Bürgermeister in Frankenberg (1899–1933 + 1945):106 | |
| Wilhelm Diefenbach                                                                            | SPD           | 1920            | 1929                                                                                  | Mitglied des Provinziallandtages:106 |
| Philipp Dietz                                                                                 |               | 1897            | 1897                                                                                  | Mitglied des Provinziallandtages:108 |
| Hans Dietrich Wilhelm Barthold August von Ditfurth                                            | Zentrum       | 1892            | 1917                                                                                  | Mitglied des Provinziallandtages, Landrat in Schaumburg in Rinteln:108                                                                                        |
| Theodor Rudolf Dithmar                                                                        | Ag            | 1930            | 1932                                                                                  | Mitglied des Provinziallandtages:109 |
| Julius Döhle                                                                                  |               | 1913            | 1913                                                                                  | Mitglied des Provinziallandtages:109 |
| Ludwig Dörinkel                                                                               |               | 1868            | 1877                                                                                  | Bürgermeister in Wiera:109 |
| Hugo Friedrich Wilhelm von Dörnberg                                                           |               | 1878            | 1891                                                                                  | mit mehreren Unterbrechungen: 1880, 1883, Mitglied des Provinziallandtages:110                                                                                |
| Karl Albert Friedrich Hans von Dörnberg                                                       | Zentrum       | 1904            | 1919                                                                                  | mit einer Unterbrechung von 1913 bis 1916, Landrat in Gersfeld (bis 1912) und Fulda (1912–1921):110                                                           |
| Carl Friedrich August Dohme                                                                   | Zentrum       | 1878            | 1903                                                                                  | Mitglied des Provinziallandtages:110 |
| Georg Ebert                                                                                   | SPD           | 1929            | 1929                                                                                  | Mitglied des Provinziallandtages:114 |
| Johann Michael Eckel                                                                          | SPD           | 1930            | 1932                                                                                  | Mitglied des Provinziallandtages:114 |
| Konrad August Eckel                                                                           | SPD           | 1933            |                                                                                       | Mitglied des Provinziallandtages:114 |
| Friedrich Wilhelm Eduard Kurt Eichwede                                                        | NSDAP         | 1933            |                                                                                       | Mitglied des Provinziallandtages:115 |
| Konrad Elmsheuser                                                                             | NSDAP         | 1933            |                                                                                       | Mitglied des Provinziallandtages:117 |
| Friedrich Carl Endemann                                                                       | NL            | 1892            | 1902                                                                                  | Mitglied des Provinziallandtages:118 |
| Heinrich Peter Engel                                                                          |               | 1887            | 1897                                                                                  | Mitglied des Provinziallandtages, Bürgermeister in Hailer:118                                                                                                 |
| Johann Ernst Robert Engel                                                                     |               | 1899            | 1906                                                                                  | Mitglied des Provinziallandtages, Bürgermeister in Schmalkalden:118                                                                                           |
| Karl Martin Ludwig Enneccerus                                                                 | NL            | 1877            | 1897                                                                                  | Mitglied des Provinziallandtages (1886–1897), Professor der Rechte an der Philipps-Universität Marburg:119                                                    |
| Johann Adam Erb                                                                               |               | 1868            | 1871                                                                                  | Bürgermeister in Brandlos:119 |
| Karl Erbe                                                                                     | WP            | 1930            | 1932                                                                                  | Mitglied des Provinziallandtages:122 |
| Carl Moritz Willibald Johann von Eschwege                                                     |               | 1886            | 1890                                                                                  | Mitglied des Provinziallandtages, Landrat in Fritzlar:122 |
| Elmar Ferdinand Gottfried Werner Hertingk von Eschwege                                        | NSDAP         | 1933            |                                                                                       | Mitglied des Provinziallandtages:123 |
| Ernst Friedrich von Eschwege                                                                  |               | 1868            | 1884                                                                                  | mit mehreren Unterbrechungen 1870, 1873, 1876–1878, 1880–1883:122                                                                                             |
| Karl Lukas Euler                                                                              | KPD           | 1921            | 1928                                                                                  | Mitglied des Provinziallandtages:124 |
| Johann Heinrich Luis Richard Exner                                                            | NSDAP         | 1933            |                                                                                       | :124 |
| Carl Heinrich Ernst Exter                                                                     | NSDAP         | 1933            |                                                                                       | Mitglied des Provinziallandtages:124 |
| Heinrich Fahrenbach                                                                           |               | 1868            | 1879                                                                                  | Bürgermeister in Kleinalmerode:125 |
| Karl Felde                                                                                    | DDP           | 1911            | 1925                                                                                  | Mitglied des Provinziallandtages:126 |
| Max Friedrich Richard Felgenträbe                                                             | SPD           | 1926            | 1928                                                                                  | Mitglied des Provinziallandtages:126 |
| Conrad Fenge                                                                                  |               | 1884            | 1897                                                                                  | Mitglied des Provinziallandtages (1886–1897), Bürgermeister in Felsberg:127                                                                                   |
| Johannes Heinrich Fenner                                                                      | Ag            | 1921            | 1932                                                                                  | Mitglied des Provinziallandtages:127 |
| Rudolf Francke                                                                                | DNVP          | 1919            | 1920                                                                                  | Mitglied des Provinziallandtages:132 |
| Roland Freisler                                                                               | NSDAP         | 1933            |                                                                                       | Mitglied des Provinziallandtages, Präsident des Volksgerichtshof:133                                                                                          |
| Konrad Freudenstein                                                                           | SPD           | 1933            |                                                                                       | Mitglied des Provinziallandtages:134 |
| Rudolf Friedrich Karl Friebe                                                                  | NL, DDP       | 1917            | 1919                                                                                  | Mitglied des Provinziallandtages:134 |
| Hellmuth Hermann Carl Friedrichs                                                              | NSDAP         | 1933            |                                                                                       | Mitglied des Provinziallandtages:135 |
| Georg Karl Fröhlich                                                                           | NSDAP         | 1933            |                                                                                       | Mitglied des Provinziallandtages:136 |
| Kurt Karl Fröhlich                                                                            | NSDAP         | 1933            |                                                                                       | Mitglied des Provinziallandtages:136 |
| Karl Fuchs                                                                                    |               | 1868            | 1876                                                                                  | Professor der Rechte an der Philipps-Universität Marburg:134                                                                                                  |
| Carl Hans Ernst von Funck                                                                     | DNVP          | 1919            | 1920                                                                                  | Mitglied des Provinziallandtages, Landrat in Fritzlar (1918–1932) und Fritzlar-Homberg (1932–1945):137                                                        |
| Richard Gärtner                                                                               |               | 1895            | 1918                                                                                  | Mitglied des Provinziallandtages, Bürgermeister in Rinteln:138                                                                                                |
| Heinrich Rudolf Erich Kurt Franz Konstanz von Gagern                                          | Zentrum       | 1917            | 1919                                                                                  | Mitglied des Provinziallandtages, Landrat in Melsungen:138 |
| Eugen Karl Georg August Gebeschus                                                             | NL, DVP       | 1894            | 1919                                                                                  | Mitglied des Provinziallandtages, Mitglied des Kommunallandtag Wiesbaden 1893:140                                                                             |
| Friedrich Ernst Gebhard                                                                       |               | 1886            | 1889                                                                                  | Mitglied des Provinziallandtages:140 |
| Reinhard Reinhold von Gehren                                                                  | Zentrum       | 1905            | 1919                                                                                  | Mitglied des Provinziallandtages, Landrat in Homberg (1918–1930):140                                                                                          |
| Johann Ullrich Gerlach                                                                        |               | 1880            | 1885                                                                                  | Bürgermeister in Klosterhöfe:143 |
| Johannes Gieße                                                                                |               | 1880            | 1881                                                                                  | :144 |
| Leopold Hans Giller                                                                           | WP            | 1930            | 1932                                                                                  | Mitglied des Provinziallandtages:144 |
| Friedrich Wilhelm Adolf von und zu Gilsa                                                      | DNVP          | 1919            | 1920                                                                                  | Mitglied des Provinziallandtages, Landrat in Ziegenhain und Schlüchtern:145                                                                                   |
| Elise Katharina Gimbel                                                                        | KPD           | 1930            | 1932                                                                                  | Mitglied des Provinziallandtages |
| Franz Friedrich Wilhelm Gleim                                                                 | NL, BdL       | 1904            | 1911                                                                                  | Mitglied des Provinziallandtages:146 |
| Georg Wilhelm Gleim                                                                           | NL            | 1868            | 1879                                                                                  | Mitglied des Deutschen Reichstags:146 |
| Julius Hermann Goebel                                                                         | NSDAP         | 1933            |                                                                                       | Mitglied des Provinziallandtages:147 |
| Fritz Graß                                                                                    | Zentrum       | 1921            | 1924                                                                                  | Mitglied des Provinziallandtages:151 |
| Jean Ernst Groeniger                                                                          | SPD           | 1930            | 1932                                                                                  | Mitglied des Provinziallandtages, Landrat in Witzenhausen:153                                                                                                 |
| Albert Heinrich von Gröning                                                                   |               | 1904            | 1910                                                                                  | Mitglied des Provinziallandtages, Landrat in Gelnhausen:153                                                                                                   |
| Carl Alexander von Grunelius                                                                  | DNVP          | 1911            | 1921                                                                                  | Mitglied des Provinziallandtages, Landrat in Hersfeld:156 |
| Georg Ulrich Häring                                                                           | SPD           | 1919            | 1930                                                                                  | mit einer Unterbrechung von 1926 bis 1930, Mitglied des Provinziallandtages:162                                                                               |
| Ernst Hagedorn                                                                                | DNVP          | 1919            | 1920                                                                                  | Mitglied des Provinziallandtages:162 |
| Andreas Eduard Friedrich Heinrich Hagen                                                       |               | 1894            | 1897                                                                                  | Mitglied des Provinziallandtages:163 |
| Adolf Hermann von Hammerstein-Loxten                                                          | DHP           | 1921            | 1932                                                                                  | Mitglied des Provinziallandtages, Mitglied des Reichstags:164                                                                                                 |
| Philipp von Hanau-Hořovice                                                                    |               | 1890            | 1903                                                                                  | Mitglied des Provinziallandtages:165 |
| Eduard Karl Richard Henri Gabriel von Harnier                                                 | NL, DDP       | 1901            | 1925                                                                                  | mit einer Unterbrechung 1920, Mitglied des Provinziallandtages:166                                                                                            |
| Richard Adolf Harnier                                                                         | NL            | 1868            | 1885                                                                                  | :166 |
| Hans-Heinrich Ludwig Philipp Harrfeldt                                                        | NSDAP         | 1933            |                                                                                       | Mitglied des Provinziallandtages:166 |
| Lorenz Hartung                                                                                |               | 1903            | 1903                                                                                  | Mitglied des Provinziallandtages, Bürgermeister in Neumorschen:168                                                                                            |
| Friedrich Hartwig                                                                             | AG, SWR       | 1922            | 1933                                                                                  | Mitglied des Provinziallandtages |
| Friedrich Reinhard Hasselbach                                                                 |               | 1871            | 1874                                                                                  | :168 |
| Friedrich Wilhelm Hassenkamp                                                                  | NL            | 1868            | 1885                                                                                  | mit einer Unterbrechung von 1875 bis 1880, Mitglied des Provinziallandtages, Mitglied des Preußischen Abgeordnetenhauses:168                                  |
| Heinrich Gustav Hassenkamp                                                                    |               | 1890            | 1895                                                                                  | :168 |
| Walter Ludwig Victor Friedrich Hubert Hassenpflug                                             |               | 1917            | 1919                                                                                  | Mitglied des Provinziallandtages, Geheimer Oberregierungsrat, Universitätskurator der Philipps-Universität Marburg:168                                        |
| Richard Detlev Christian Hauschildt                                                           | SPD           | 1919            | 1920                                                                                  | Mitglied des Provinziallandtages, Mitglied des Preußischen Landtags:169                                                                                       |
| Wilhelm Karl Hebel                                                                            |               | 1899            | 1919                                                                                  | Mitglied des Provinziallandtages:170 |
| Johannes Heck                                                                                 | DDP           | 1928            | 1929                                                                                  | Mitglied des Provinziallandtages:170 |
| Conrad Hellwig                                                                                | DP            | 1868            | 1885                                                                                  | Mitglied des Preußischen Abgeordnetenhauses, Mitglied des Reichstags, Bürgermeister in Haddamar:173                                                           |
| Oscar Carl Anton Henschel                                                                     | NL            | 1877            | 1894                                                                                  | Mitglied des Provinziallandtages (1886–1894):175 |
| Carl Matthäus Henß                                                                            |               | 1868            | 1874                                                                                  | :175 |
| Karl Herbert                                                                                  | Zentrum       | 1919            | 1933                                                                                  | mit einer Unterbrechung von 1921 bis 1926, Mitglied des Provinziallandtages, Mitglied des Reichstags, Bürgermeister in Zirkenbach:176                         |
| Peter Hergert                                                                                 | NSDAP         | 1933            |                                                                                       | Mitglied des Provinziallandtages:177 |
| Johann Jacob Hermann                                                                          |               | 1886            | 1897                                                                                  | Bürgermeister in Hermershausen:177 |
| Magnus Herr                                                                                   |               | 1886            | 1898                                                                                  | Mitglied des Provinziallandtages:177 |
| Franz Herrlein                                                                                | Zentrum       | 1868            | 1889                                                                                  | Mitglied des Provinziallandtages, Mitglied des Preußischen Abgeordnetenhauses, Mitglied des Reichstags:178                                                    |
| Georg Herrlein                                                                                |               | 1899            | 1902                                                                                  | Mitglied des Provinziallandtages:178 |
| Ernst Karl Herrmann                                                                           | SPD           | 1933            |                                                                                       | Mitglied des Provinziallandtages:178 |
| Richard Friedrich Ludwig Herzog                                                               | DSP, DvP      | 1919            | 1920                                                                                  | Mitglied des Provinziallandtages, Mitglied des Reichstags, Bürgermeister in Obernkirchen:179                                                                  |
| Heinrich Heßberger                                                                            | USPD          | 1919            | 1920                                                                                  | Mitglied des Provinziallandtages:180 |
| Ernst von Hessen-Philippsthal                                                                 |               | 1868            | 1885                                                                                  | :182 |
| Alexis Wilhelm Ernst Landgraf von Hessen-Philippsthal-Barchfeld                               |               | 1868            | 1885                                                                                  | Mitglied des Preußischen Herrenhauses:182 |
| Ernst Heydenreich                                                                             |               | 1912            | 1919                                                                                  | :184 |
| Franz Karl Theodor Heydenreich                                                                |               | 1903            | 1904                                                                                  | Mitglied des Provinziallandtages:184 |
| Ludwig Florens August von Heydwolff                                                           |               | 1868            | 1871                                                                                  | :184 |
| Karl Hild                                                                                     | DDP           | 1919            | 1920                                                                                  | Mitglied des Provinziallandtages, Oberbürgermeister in Hanau:185                                                                                              |
| Laurent Joseph Hildwein                                                                       | SPD           | 1919            | 1925                                                                                  | Mitglied des Provinziallandtages:186 |
| Karl Heinrich Wilhelm Höner                                                                   | SPD           | 1919            | 1925                                                                                  | Mitglied des Provinziallandtages:189 |
| Paul Georg Höpfner                                                                            |               | 1917            | 1919                                                                                  | Mitglied des Provinziallandtages:189 |
| Friedrich Hofacker                                                                            | SPD           | 1930            | 1932                                                                                  | Mitglied des Provinziallandtages, Mitglied des Preußischen Landtags, Landrat in Rhein-Wupper:189                                                              |
| Meinhard Hoffmann                                                                             |               | 1908            | 1919                                                                                  | :191 |
| Eduard Hoffmann                                                                               |               | 1868            | 1871                                                                                  | :191 |
| Florian Hohmann                                                                               |               | 1872            | 1883                                                                                  | :192 |
| Heinrich Hohmann                                                                              | NL            | 1868            | 1874                                                                                  | Bürgermeister in Waldau:192 |
| Christoph Wilhelm Hold                                                                        | NL            | 1880            | 1914                                                                                  | Mitglied des Provinziallandtages (1886–1914), Bürgermeister in Obermeiser:192                                                                                 |
| Christian Leonhard Holland                                                                    |               | 1868            | 1885                                                                                  | :192 |
| Rudolf Holland                                                                                | NSDAP         | 1933            |                                                                                       | Mitglied des Provinziallandtages:192 |
| Friedrich Wilhelm Holzapfel                                                                   | SPD           | 1926            | 1933                                                                                  | Mitglied des Provinziallandtages:192 |
| Friedrich Hoßbach                                                                             | SPD           | 1919            | 1920                                                                                  | Mitglied des Provinziallandtages:194 |
| Nikolaus Hubach                                                                               | NL            | 1868            | 1885                                                                                  | Bürgermeister in Bergshausen:194 |
| Friedrich Stephan Hülbig                                                                      | Ag            | 1921            | 1925                                                                                  | Mitglied des Provinziallandtages:194 |
| Ernst von Hülsen                                                                              | DVP           | 1930            | 1932                                                                                  | Mitglied des Provinziallandtages, Oberpräsident der Provinz Hessen-Nassau:194                                                                                 |
| Georg Wilhelm Ferdinand Hüter                                                                 |               | 1875            | 1891                                                                                  | Mitglied des Provinziallandtages:195 |
| Eduard von Hundelshausen                                                                      |               | 1875            | 1897                                                                                  | mit einer Unterbrechung von 1884 bis 1886, Mitglied des Provinziallandtages (1887–1897):196                                                                   |
| Adolf Carl Gustav Georg Oskar Hupfeld                                                         |               | 1887            | 1896                                                                                  | Mitglied des Provinziallandtages:196 |
| Ulrich Franz Christoph Friedrich von Hutten                                                   |               | 1868            | 1874                                                                                  | :196 |
| Franz Joseph von Isenburg                                                                     |               | 1912            | 1919                                                                                  | Mitglied des Provinziallandtages:198 |
| Valentin Jonas                                                                                | Zentrum       | 1919            | 1920                                                                                  | Mitglied des Provinziallandtages:201 |
| Karl Rudolf Jordan                                                                            | NSDAP         | 1930            | 1932                                                                                  | Mitglied des Provinziallandtages, Mitglied des Reichstags, Mitglied des Preußischen Landtags:201                                                              |
| Peter August Jordan                                                                           | SPD           | 1919            | 1929                                                                                  | Mitglied des Provinziallandtages:201 |
| Heinrich Justi                                                                                | DNVP          | 1919            | 1926                                                                                  | Mitglied des Provinziallandtages, Mitglied des Preußischen Landtags:204                                                                                       |
| Eugen Kaiser                                                                                  | SPD           | 1930            | 1933                                                                                  | mit einer Unterbrechung von 1931 bis 1933, Mitglied des Provinziallandtages, Mitglied des Reichstags, Landrat in Hanau:205                                    |
| Ludwig Kaiser                                                                                 | DDP, DStP     | 1930            | 1932                                                                                  | Mitglied des Provinziallandtages, Bürgermeister in Cölbe:205                                                                                                  |
| Peter Karges                                                                                  |               | 1868            | 1871                                                                                  | Gemeindevorsteher in Stellberg:206 |
| Hubert Josef Wilhelm Kausemann                                                                | NSDAP         | 1933            |                                                                                       | kommissarischer Leiter des Kreises Gelnhausen:207 |
| Paul Karl Emil Keding                                                                         | DDP, DStP     | 1930            | 1932                                                                                  | Mitglied des Provinziallandtages:207 |
| Johann Carl Kehl                                                                              |               | 1877            | 1878                                                                                  | :208 |
| Johann Georg Keller                                                                           | NSDAP         | 1933            |                                                                                       | Mitglied des Preußischen Landtags, Bürgermeister in Röllshausen:209                                                                                           |
| Heinrich Keßler                                                                               |               | 1917            | 1919                                                                                  | Mitglied des Provinziallandtages:210 |
| Alexander Moritz Jakob Gustav von Keudell                                                     | DNVP          | 1899            | 1932                                                                                  | Mitglied des Provinziallandtages:211 |
| Joseph Kiel                                                                                   |               | 1880            | 1885                                                                                  | Bürgermeister in Volkmarsen:212 |
| Hermann Franz Georg Kind                                                                      |               | 1903            | 1919                                                                                  | Mitglied des Provinziallandtages:212 |
| Franz Josef Kircher                                                                           | NSDAP         | 1933            |                                                                                       | Mitglied des Provinziallandtages:212 |
| Johann Adam Kircher                                                                           |               | 1868            | 1879                                                                                  | :212 |
| Johann Georg Friedrich Klehm                                                                  | SPD           | 1921            | 1925                                                                                  | Mitglied des Provinziallandtages:213 |
| Carl Christoph Klingebiel                                                                     |               | 1893            | 1900                                                                                  | Mitglied des Provinziallandtages:215 |
| Heinrich Klingelhöfer                                                                         | DDP           | 1919            | 1925                                                                                  | :215 |
| Konrad Ludwig Klingelhöfer                                                                    |               | 1881            | 1891                                                                                  | Mitglied des Provinziallandtages (1886–1891), Vizebürgermeister in Großseelheim:210                                                                           |
| Hermann Klöffler                                                                              |               | 1875            | 1879                                                                                  | Bürgermeister in Kassel:216 |
| Heinrich Knobel                                                                               | DRP           | 1868            | 1894                                                                                  | mit einer Unterbrechung von 1878 bis 1886, Mitglied des Provinziallandtages (1886–1894), Bürgermeister in Ehlen:217                                           |
| Jost Heinrich Knoch                                                                           |               | 1868            | 1882                                                                                  | mit einer Unterbrechung von 1872 bis 1877:217 |
| Johann Gerhard Ludwig Knorz                                                                   | Zentrum       | 1893            | 1897                                                                                  | Mitglied des Provinziallandtages:218 |
| Erich Friedrich Ludwig Koch-Weser                                                             | DDP, DStP     | 1915            | 1919                                                                                  | Mitglied des Provinziallandtages, Oberbürgermeister in Kassel:219                                                                                             |
| Johannes Peter Ernst Wilhelm Elias Carl Koch                                                  |               | 1906            | 1919                                                                                  | :219 |
| Wilhelm Friedrich Kochendörfer                                                                | kons.         | 1880            | 1885                                                                                  | :220 |
| Martin Kopp                                                                                   |               | 1880            | 1891                                                                                  | Mitglied des Provinziallandtages, Bürgermeister in Großkrotzenburg:223                                                                                        |
| Johann Gangolph Kraiger                                                                       |               | 1891            | 1897                                                                                  | Mitglied des Provinziallandtages, Bürgermeister in Fritzlar:224                                                                                               |
| Emil Otto Kramer                                                                              | NSDAP         | 1933            |                                                                                       | Mitglied des Provinziallandtages:225 |
| Carl Leopold Krause                                                                           |               | 1892            | 1897                                                                                  | zusätzlich 1919, Mitglied des Provinziallandtages, Bürgermeister in Neuerode:225                                                                              |
| Gottfried Krause                                                                              |               | 1907            | 1916                                                                                  | Mitglied des Provinziallandtages:226 |
| Carl Johann Gottlieb Kreiß                                                                    | DNVP          | 1921            | 1925                                                                                  | Mitglied des Provinziallandtages:226 |
| Gustav Paul Theodor Krekeler                                                                  | DP            | 1886            | 1887                                                                                  | Mitglied des Provinziallandtages, Landrat in Gersfeld:226 |
| Johann Carl Wilhelm Kröger                                                                    | DRP           | 1872            | 1874                                                                                  | Landrat in Rinteln:227 |
| Johannes Konrad Krommes                                                                       |               | 1895            | 1903                                                                                  | Mitglied des Provinziallandtages, Bürgermeister in Neukirchen:228                                                                                             |
| Konrad Küch                                                                                   | SPD           | 1919            | 1929                                                                                  | Mitglied des Provinziallandtages, Bürgermeister in Hönebach:230                                                                                               |
| Paul Arthur Rennig Alfred Küchenthal                                                          | Ag            | 1921            | 1925                                                                                  | :230 |
| Karl Küllmer                                                                                  | USPD, SPD     | 1919            | 1920                                                                                  | zusätzlich 1933, Mitglied des Provinziallandtages:231 |
| Oskar August Albert Kuhlgatz                                                                  | NSDAP         | 1933            |                                                                                       | Mitglied des Provinziallandtages:231 |
| Johann Friedrich Kullmann                                                                     |               | 1875            | 1879                                                                                  | :231 |
| Heinrich Friedrich Kunzemann                                                                  | NSDAP         | 1933            |                                                                                       | Mitglied des Provinziallandtages:232 |
| Adolf Carl Heinrich von Kutzleben                                                             |               | 1868            | 1868                                                                                  | :232 |
| Gustav Lahmeyer                                                                               | NSDAP         | 1933            |                                                                                       | Mitglied des Provinziallandtages:233 |
| Oswald Christoph Christian Landgrebe                                                          | Ag            | 1921            | 1929                                                                                  | Mitglied des Provinziallandtages:233 |
| Hedwig Lange                                                                                  |               | 1880            | 1901                                                                                  | Bürgermeister in Sooden, Mitglied des Provinziallandtages:234                                                                                                 |
| Heinrich Wilhelm Laubach                                                                      |               | 1895            | 1904                                                                                  | Bürgermeister in Eichen, Mitglied des Provinziallandtages:236                                                                                                 |
| Maximilian Laur von Münchhofen                                                                |               | 1911            | 1919                                                                                  | Landrat des Landkreises Hanau, Mitglied des Provinziallandtages:236                                                                                           |
| Adolph August Karl Leineweber                                                                 | DDP           | 1920            | 1921                                                                                  | Mitglied des Provinziallandtages:238 |
| Karl Friedrich Wilhelm Leißner                                                                | KPD           | 1928            | 1929                                                                                  | Mitglied des Provinziallandtages:239 |
| Wiegand Leonhäußer                                                                            |               | 1886            | 1896                                                                                  | Mitglied des Provinziallandtages:241 |
| Heinrich Lind                                                                                 | DNVP, CNBLVP  | 1920            | 1929                                                                                  | Bürgermeister von Niederissigheim, Mitglied des Reichstags, Mitglied des Provinziallandtages:243                                                              |
| Johann Heinrich Lind                                                                          |               | 1868            | 1872                                                                                  | Bürgermeister in Oberissigheim:243 |
| Wilhelm Linker                                                                                | Zentrum       | 1919            | 1933                                                                                  | Bürgermeister in Neustadt, Mitglied des Provinziallandtages:244                                                                                               |
| Johann Emil Ludwig Gustav Löbbecke                                                            |               | 1877            | 1882                                                                                  | :245 |
| Friedrich Heinrich Loeber                                                                     | KPD           | 1927            | 1928                                                                                  | Mitglied des Provinziallandtages:245 |
| Ernst Lohagen                                                                                 | KPD, SED      | 1926            | 1932                                                                                  | Mitglied des Provinziallandtages:247 |
| Johann Georg Karl Lotz                                                                        | NL            | 1880            | 1897                                                                                  | Bürgermeister in Melsungen, Mitglied des Provinziallandtages:248                                                                                              |
| Georg Heinrich Martin Lucas                                                                   | NL            | 1903            | 1907                                                                                  | Mitglied des Reichstags, Mitglied des Provinziallandtages:248                                                                                                 |
| Wilhelm Adolph Theodor Lucke                                                                  |               | 1917            | 1919                                                                                  | Mitglied des Provinziallandtages:249 |
| Hubert Jacob Walter Ludwig                                                                    | Zentrum       | 1919            | 1925                                                                                  | Landrat in Hünfeld, Mitglied des Provinziallandtages:249 |
| Carl David Mäckel                                                                             | NL            | 1883            | 1885                                                                                  | Bürgermeister in Frielendorf:251 |
| August Maertens                                                                               | DRP           | 1905            | 1916                                                                                  | Mitglied des Provinziallandtages:251 |
| Kurt Karl Ernst Alexander von der Malsburg                                                    |               | 1892            | 1904                                                                                  | Mitglied des Provinziallandtages:252 |
| Otto Heinrich von der Malsburg                                                                |               | 1878            | 1885                                                                                  | zusätzlich 1871:252 |
| Hans Karl Otto von der Malsburg                                                               | DP            | 1874            | 1904                                                                                  | zusätzlich 1868, 1871, 1872, Mitglied des Herrenhauses:252 |
| Karl von Marcard                                                                              | DP            | 1900            | 1900                                                                                  | Landrat in Gersfeld, Mitglied des Provinziallandtages:254 |
| Friedrich Marquart                                                                            | NSDAP         | 1933            |                                                                                       | Landrat in Twiste und Waldeck:254 |
| Heinrich Karl Herrmann Marx                                                                   | Zentrum       | 1919            | 1920                                                                                  | Mitglied des Provinziallandtages:255 |
| Ludwig Ernst Massie                                                                           |               | 1917            | 1919                                                                                  | Bürgermeister in Niederzwehren, Mitglied des Provinziallandtages:255                                                                                          |
| Wilhelm Mater                                                                                 | DDP           | 1919            | 1920                                                                                  | Mitglied des Provinziallandtages:255 |
| Jakob Meier                                                                                   | SPD           | 1919            | 1925                                                                                  | Mitglied des Provinziallandtages:258 |
| Carl Werner Metz                                                                              |               | 1880            | 1919                                                                                  | Mitglied des Provinziallandtages:260 |
| Georg Wilhelm Metz                                                                            | DNVP          | 1919            | 1920                                                                                  | Mitglied des Provinziallandtages:261 |
| Heinrich Wilhelm Michel                                                                       |               | 1877            | 1879                                                                                  | Bürgermeister in Schmalkalden:263 |
| Johannes Mink                                                                                 | Ag            | 1921            | 1931                                                                                  | Mitglied des Provinziallandtages:264 |
| Eckhardt Möller                                                                               | NSDAP         | 1933            |                                                                                       | Mitglied des Provinziallandtages:265 |
| Ernst Christian Gottfried Richard Möller                                                      | NSDAP         | 1933            |                                                                                       | Mitglied des Provinziallandtages:265 |
| Erich Moewes                                                                                  | DNVP          | 1919            | 1920                                                                                  | Mitglied des Provinziallandtages:267 |
| Johannes Mühl                                                                                 | Zentrum       | 1930            | 1933                                                                                  | Mitglied des Provinziallandtages:269 |
| Carl Friedrich Mülhause                                                                       |               | 1872            | 1877                                                                                  | :270 |
| Wilhelm Mühlhausen                                                                            | SPD           | 1919            | 1920                                                                                  | Mitglied des Provinziallandtages:270 |
| Adolf Wilhelm Müller                                                                          | KPD           | 1933            |                                                                                       | Mitglied des Provinziallandtages:270 |
| Benjamin Adolf Müller                                                                         |               | 1904            | 1920                                                                                  | Mitglied des Provinziallandtages:270 |
| Friedrich Joseph Ludwig August Müller                                                         |               | 1905            | 1912                                                                                  | Oberbürgermeister in Kassel, Mitglied des Herrenhaus, Mitglied des Provinziallandtages:270                                                                    |
| Johann Heinrich Carl Müller                                                                   |               | 1875            | 1891                                                                                  | Mitglied des Provinziallandtages:272 |
| Konrad Gustav Heinrich Müller                                                                 | NSDAP         | 1933            |                                                                                       | Mitglied des Provinziallandtages:273 |
| Valentin Münzel                                                                               | SPD           | 1933            |                                                                                       | Bürgermeister in Wölfershausen, Mitglied des Provinziallandtages:276                                                                                          |
| Fritz Anton Murawski                                                                          | Ag            | 1921            | 1925                                                                                  | Mitglied des Provinziallandtages:276 |
| Maximilian Egidius von Negelein                                                               | DP            | 1899            | 1911                                                                                  | Landrat in Marburg, Mitglied des Preußischen Abgeordnetenhauses, Mitglied des Provinziallandtages:278                                                         |
| Johann Heinrich Nickel                                                                        | FrsgVP        | 1895            | 1907                                                                                  | Mitglied des Preußischen Abgeordnetenhauses, Mitglied des Reichstags, Mitglied des Provinziallandtages:280                                                    |
| Georg Louis Philipp Nirrnheim                                                                 |               | 1914            | 1919                                                                                  | Landrat in Gersfeld, Mitglied des Provinziallandtages:281 |
| Clemens Sebastian Heinrich Noeldechen                                                         |               | 1899            | 1919                                                                                  | Landrat in Fritzlar, Mitglied des Provinziallandtages:281 |
| Christian Nöll                                                                                | DP            | 1868            | 1889                                                                                  | Mitglied des Preußischen Abgeordnetenhauses, Mitglied des Provinziallandtages:281                                                                             |
| Georg Friedrich Nöll                                                                          | DP            | 1904            | 1919                                                                                  | Mitglied des Preußischen Abgeordnetenhauses, Mitglied des Provinziallandtages:281                                                                             |
| Philipp Konrad Nöll                                                                           |               | 1899            | 1904                                                                                  | Bürgermeister in Holzhausen, Mitglied des Provinziallandtages:281                                                                                             |
| Friedrich Wilhelm Hermann Oberhaus                                                            | DDP           | 1919            | 1920                                                                                  | Mitglied des Provinziallandtages:283 |
| Karl von Oertzen                                                                              |               | 1892            | 1894                                                                                  | Landrat in Hanau, Mitglied des Provinziallandtages:284 |
| Friedrich Oetker                                                                              | NL            | 1848            | 1866                                                                                  | :284 |
| Carl Friedrich Conrad Oetker                                                                  | NL            | 1868            | 1874                                                                                  | :284 |
| Christian Ferdinand Christoph Oetker                                                          |               | 1905            | 1919                                                                                  | Mitglied des Provinziallandtages:284 |
| David Opfer                                                                                   |               | 1868            | 1873                                                                                  | :285 |
| Hermann Ostheim                                                                               |               | 1868            | 1877                                                                                  | :287 |
| Ludwig Ott                                                                                    | NSDAP         | 1933            |                                                                                       | Mitglied des Provinziallandtages:28 |
| Carl Friedrich Otto                                                                           | NL            | 1875            | 1880                                                                                  | Mitglied des Provinziallandtages:287 |
| Ludwig Pappenheim                                                                             | USPD, SPD     | 1919            | 1933                                                                                  | Mitglied des Provinziallandtages:288 |
| Jean Louis Karl Patry                                                                         | NSDAP         | 1933            |                                                                                       | Mitglied des Provinziallandtages:289 |
| Johann Ludwig Persch                                                                          | SPD           | 1920            | 1929                                                                                  | Mitglied des Provinziallandtages:290 |
| Anton Peter                                                                                   |               | 1883            | 1885                                                                                  | Bürgermeister in Veckerhagen:290 |
| Ferdinand Dionysius Friedrich Karl Petersen                                                   |               | 1877            | 1882                                                                                  | mit einer Unterbrechung von 1878 bis 1880:291 |
| Erich Walter Petersohn                                                                        | NSDAP         | 1933            |                                                                                       | Mitglied des Provinziallandtages:291 |
| Georg Pfaff                                                                                   |               | 1868            | 1877                                                                                  | Bürgermeister in Hattenbach:291 |
| Friedrich Siegmund Pfannstiel                                                                 |               | 1890            | 1914                                                                                  | Mitglied des Provinziallandtages:291 |
| Johann Siegmund Pfannstiel                                                                    | FK, DRP       | 1868            | 1889                                                                                  | Mitglied des Preußischen Abgeordnetenhauses, Mitglied des Provinziallandtages:291                                                                             |
| Friedrich Wilhelm Pfeiffer                                                                    |               | 1868            | 1871                                                                                  | :292 |
| Heinrich Otto Pipper                                                                          | SPD           | 1933            |                                                                                       | :294 |
| Gustav Plaut                                                                                  |               | 1911            | 1919                                                                                  | Mitglied des Provinziallandtages:294 |
| Michael Fritz Precht                                                                          | SPD           | 1926            | 1930                                                                                  | Mitglied des Provinziallandtages:296 |
| Konrad Preiß                                                                                  |               | 1877            | 1885                                                                                  | :296 |
| George Prinz                                                                                  |               | 1868            | 1883                                                                                  | Bürgermeister in Niederorke:297 |
| Jean Puth                                                                                     | SPD           | 1919            | 1920                                                                                  | Mitglied des Provinziallandtages:298 |
| Carl Eduard Julius Johann Rabe von Pappenheim                                                 | DP            | 1880            | 1918                                                                                  | Mitglied des Preußischen Abgeordnetenhauses, Mitglied des Provinziallandtages:299                                                                             |
| Gottfried Rade                                                                                | DDP           | 1926            | 1928                                                                                  | Mitglied des Provinziallandtages:300 |
| Otto Ramm                                                                                     | SPD           | 1919            | 1932                                                                                  | Mitglied des Provinziallandtages:301 |
| Franz Richard Justus Dagobert Rang                                                            | FrVg          | 1868            | 1892                                                                                  | Oberbürgermeister in Fulda, Mitglied des Reichstags, Mitglied des Provinziallandtages:301                                                                     |
| Ludwig Rang                                                                                   | Zentrum       | 1926            | 1929                                                                                  | Mitglied des Provinziallandtages:301 |
| Eduard Rauch                                                                                  | 1879          | 1889            | Oberbürgermeister in Hanau, Mitglied des Provinziallandtages:302                      | |
| Karl Julius Rausch                                                                            |               | 1892            | 1898                                                                                  | Mitglied des Provinziallandtages:302 |
| Otto Recknagel                                                                                | NSDAP         | 1933            |                                                                                       | Landrat in Schmalkalden, Mitglied des Reichstags, Mitglied des Preußischen Landtags, Mitglied des Provinziallandtages:303                                     |
| Karl Heinrich Ferdinand Rehbein                                                               | KPD, SPD      | 1921            | 1926                                                                                  | Oberbürgermeister in Fulda, Mitglied des Preußischen Landtags, Mitglied des Provinziallandtages:304                                                           |
| Heinrich Carl Eduard Rehermann                                                                |               | 1880            | 1886                                                                                  | Bürgermeister in Rinteln:304 |
| Hermann Heinrich Reimerdes                                                                    |               | 1868            | 1870                                                                                  | :305 |
| August Reinhard                                                                               |               | 1878            | 1910                                                                                  | mit einer Unterbrechung von 1884 bis 1886, Mitglied des Provinziallandtages:306                                                                               |
| Moritz Wilhelm Theodor Friedrich Reinhard                                                     |               | 1884            | 1885                                                                                  | :306 |
| Heinrich Wilhelm Karl Reinhardt                                                               | NSDAP         | 1933            |                                                                                       | Mitglied des Reichstags, Mitglied des Provinziallandtages:306                                                                                                 |
| Friedrich Renner                                                                              |               | 1884            | 1891                                                                                  | Mitglied des Provinziallandtages:307 |
| Karl Reumschüssel                                                                             | USPD          | 1919            | 1920                                                                                  | Mitglied des Provinziallandtages:307 |
| Georg Karl Rexeroth                                                                           |               | 1907            | 1919                                                                                  | Mitglied des Provinziallandtages:308 |
| Georg Carl Ludwig Wilhelm Riedesel zu Eisenbach                                               |               | 1869            | 1879                                                                                  | Mitglied des Preußischen Herrenhaus:309 |
| Georg Ludwig Johann Friedrich Carl Riedesel zu Eisenbach                                      |               | 1885            | 1886                                                                                  | :309 |
| Ludwig Hermann Volprecht Riedesel zu Eisenbach                                                |               | 1899            | 1919                                                                                  | Mitglied des Provinziallandtages:310 |
| Wilhelm Giesebert Hermann Riedesel zu Eisenbach                                               | DP, FK        | 1882            | 1884                                                                                  | Landrat in Gersfeld und Gelnhausen, Mitglied des Preußischen Abgeordnetenhauses:310                                                                           |
| Georg Riehm                                                                                   | SPD           | 1933            |                                                                                       | Mitglied des Provinziallandtages:311 |
| Friedrich Ludwig Riesch                                                                       | FK, DRP       | 1886            | 1889                                                                                  | Landrat in Frankenberg, Mitglied des Preußischen Abgeordnetenhauses, Mitglied des Provinziallandtages:311                                                     |
| Julius Emil Rieß                                                                              |               | 1886            | 1900                                                                                  | Mitglied des Preußischen Herrenhaus, Mitglied des Provinziallandtages:311                                                                                     |
| Johannes Ritter                                                                               |               | 1892            | 1894                                                                                  | Bürgermeister in Salmshausen, Mitglied des Provinziallandtages:312                                                                                            |
| Wilhelm Kurt Roesler                                                                          |               | 1915            | 1919                                                                                  | Bürgermeister in Schmalkalden, Mitglied des Provinziallandtages:314                                                                                           |
| Otto August Wilhelm Roever                                                                    | Ag            | 1926            | 1929                                                                                  | Mitglied des Provinziallandtages:314 |
| August Ferdinand Rohde                                                                        | Ag            | 1930            | 1932                                                                                  | Mitglied des Provinziallandtages:314 |
| August Heinrich Rosenstock                                                                    |               | 1899            | 1902                                                                                  | Mitglied des Provinziallandtages:315 |
| Eugen Albert Heinrich Roth                                                                    |               | 1886            | 1892                                                                                  | Landrat in Schlüchtern, Mitglied des Preußischen Abgeordnetenhauses, Mitglied des Provinziallandtages:316                                                     |
| Georg August Rudolph                                                                          |               | 1868            | 1877                                                                                  | Oberbürgermeister in Marburg:317 |
| Emil Heinrich Karl Rüdiger                                                                    | Ag, SWR       | 1930            | 1933                                                                                  | Mitglied des Provinziallandtages:317 |
| Johannes Karl Ruetz                                                                           |               | 1901            | 1916                                                                                  | Mitglied des Provinziallandtages:318 |
| Johann Conrad Ruth                                                                            | NL            | 1881            | 1908                                                                                  | Bürgermeister in Bellnhausen, Mitglied des Provinziallandtages:319                                                                                            |
| Konstantin Wilhelm Louis Rudolph Salomon                                                      |               | 1905            | 1906                                                                                  | Bürgermeister in Schlüchtern, Mitglied des Provinziallandtages:320                                                                                            |
| Hans Sautter                                                                                  | SPD           | 1919            | 1929                                                                                  | Professor an der Staatlichen Kunstgewerbeschule Kassel, Mitglied des Provinziallandtages:321                                                                  |
| Carl Friedrich Maria Stephan Adolf von Savigny                                                | Zentrum       | 1921            | 1925                                                                                  | Landrat in Büren, Mitglied des Preußischen Abgeordnetenhauses, Mitglied des Reichstags, Mitglied des Provinziallandtages:321                                  |
| Johann Jacob Schäfer                                                                          |               | 1878            | 1882                                                                                  | Bürgermeister in Mengshausen:323 |
| Wilhelm Schäfer                                                                               | NSDAP         | 1933            |                                                                                       | Mitglied des Provinziallandtages der Provinz Hessen-Nassau |
| Karl Xaver von Scharfenberg                                                                   | DP            | 1890            | 1891                                                                                  | Mitglied des Provinziallandtages:324 |
| Karl Gottlieb Wilhelm Ernst Schaumlöffel                                                      | NSDAP         | 1933            |                                                                                       | Mitglied des Provinziallandtages:326 |
| Bernhard Scheffer                                                                             |               | 1884            | 1889                                                                                  | Bürgermeister in Mardorf, Mitglied des Provinziallandtages:326                                                                                                |
| Bernhard Wilhelm Albrecht von Schenck                                                         |               | 1886            | 1902                                                                                  | Landrat in Witzenhausen und Hanau, Mitglied des Provinziallandtages:327                                                                                       |
| Carl Otto Kurt Schenck zu Schweinsberg                                                        | DP            | 1911            | 1919                                                                                  | Mitglied des Preußischen Abgeordnetenhauses, Mitglied des Provinziallandtages:328                                                                             |
| Rudolph Schenck zu Schweinsberg                                                               |               | 1892            | 1910                                                                                  | Landrat in Kirchhain, Mitglied des Provinziallandtages:329 |
| Franz Joseph Scherf                                                                           | Zentrum       | 1926            | 1929                                                                                  | Mitglied des Provinziallandtages:329 |
| Theodor Heinrich Wilhelm Schindler                                                            |               | 1907            | 1911                                                                                  | Mitglied des Provinziallandtages:331 |
| Carl Christian Friedrich Schmid                                                               | DVP           | 1919            | 1920                                                                                  | Mitglied des Reichstags, Mitglied des Provinziallandtages:334                                                                                                 |
| Friedrich Gustav Hermann Schmidt                                                              | Ag            | 1926            | 1929                                                                                  | Mitglied des Provinziallandtages:334 |
| Heinrich Philipp Schmidt                                                                      | Ag            | 1926            | 1927                                                                                  | Mitglied des Provinziallandtages:335 |
| Johannes Schmidt                                                                              | NSDAP         | 1933            |                                                                                       | Mitglied des Provinziallandtages:335 |
| Michael Schnabrich                                                                            | SPD           | 1919            | 1926                                                                                  | Mitglied des Reichstags, Mitglied des Provinziallandtages:339                                                                                                 |
| Heinrich Schneider                                                                            |               | 1872            | 1877                                                                                  | :339 |
| Johann Georg Schöffer                                                                         |               | 1886            | 1906                                                                                  | Bürgermeister in Gelnhausen, Mitglied des Provinziallandtages:341                                                                                             |
| Eduard Schreiber                                                                              | SPD           | 1930            | 1932                                                                                  | Mitglied des Preußischen Landtags, Mitglied des Provinziallandtages:343                                                                                       |
| Conrad Schröder                                                                               |               | 1915            | 1919                                                                                  | Bürgermeister in Carlsdorf, Mitglied des Provinziallandtages:344                                                                                              |
| Heinrich Robert Schröder                                                                      | SPD           | 1921            | 1927                                                                                  | Mitglied des Provinziallandtages:344 |
| Johann Georg Theodor Schröder                                                                 | NL, DDP       | 1919            | 1929                                                                                  | Mitglied des Preußischen Abgeordnetenhauses, Mitglied des Provinziallandtages:345                                                                             |
| Karl Benno Schubert                                                                           | SPD           | 1930            | 1933                                                                                  | Bürgermeister in Bad Orb, Mitglied des Provinziallandtages:345                                                                                                |
| Johann Georg Schüßler                                                                         |               | 1890            | 1909                                                                                  | Mitglied des Provinziallandtages:346 |
| Heinrich Schuffert                                                                            |               | 1875            | 1879                                                                                  | Bürgermeister in Ostheim:347 |
| Otto Schulz                                                                                   | SPD           | 1919            | 1920                                                                                  | Mitglied des Provinziallandtages:349 |
| Ferdinand von Schutzbar                                                                       | DRP           | 1868            | 1890                                                                                  | Mitglied der Kurhessischen Ständeversammlung, Mitglied des Preußischen Herrenhaus, Mitglied des Provinziallandtages:350                                       |
| Gerhard Friedrich Wilhelm August Karl von Schwertzell                                         |               | 1892            | 1919                                                                                  | Landrat in Ziegenhain, Mitglied des Provinziallandtages:353                                                                                                   |
| Karl Jacob Schwieder                                                                          |               | 1886            | 1889                                                                                  | Bürgermeister in Ernsthausen, Mitglied des Provinziallandtages:354                                                                                            |
| Adam Seibert                                                                                  |               | 1878            | 1880                                                                                  | :354 |
| Friedrich Wilhelm Seibert                                                                     | SPD, DDP      | 1919            | 1929                                                                                  | Mitglied des Provinziallandtages:354 |
| Johann Georg Carl Seidler                                                                     |               | 1905            | 1910                                                                                  | Mitglied des Provinziallandtages:355 |
| Ferdinand Seifarth                                                                            |               | 1880            | 1885                                                                                  | :355 |
| Adam Selbert                                                                                  | SPD           | 1919            | 1930                                                                                  | Mitglied des Provinziallandtages:356 |
| Friedrich August Rudolf Sempf                                                                 | NSDAP         | 1933            |                                                                                       | Mitglied des Provinziallandtages:356 |
| Johann Heinrich Senzel                                                                        |               | 1911            | 1919                                                                                  | Mitglied des Provinziallandtages:356 |
| Carl Friedrich Hermann Siebert                                                                | NL            | 1899            | 1904                                                                                  | Mitglied des Provinziallandtages:358 |
| Wilhelm Friedrich Christian Hugo Simon                                                        |               | 1875            | 1877                                                                                  | :359 |
| Arnold Sinning                                                                                |               | 1875            | 1879                                                                                  | :359 |
| Carl Sinning                                                                                  |               | 1886            | 1919                                                                                  | Mitglied des Provinziallandtages:359 |
| Franz Arnold Sinning                                                                          |               | 1899            | 1902                                                                                  | Mitglied des Provinziallandtages:359 |
| Karl Heinrich Sohl                                                                            | SPD           | 1919            | 1920                                                                                  | Bürgermeister in Ehlen, Mitglied des Provinziallandtages:360                                                                                                  |
| Maximilian Graf zu Solms-Rödelheim und Assenheim                                              |               | 1868            | 1885                                                                                  | Mitglied des Kommunallandtag Wiesbaden 1868, Mitglied des Preußischen Herrenhaus:363                                                                          |
| Otto zu Solms-Sonnenwalde                                                                     |               | 1869            | 1870                                                                                  | :363 |
| Wigbert Gustav Sondergeld                                                                     | Zentrum       | 1926            | 1933                                                                                  | Mitglied des Preußischen Staatsrats, Mitglied des Provinziallandtages:363                                                                                     |
| Georg August Sonnenschein                                                                     | Ag, SWR, DNVP | 1932            | 1933                                                                                  | Mitglied des Preußischen Landtags, Mitglied des Provinziallandtages:363                                                                                       |
| Thilo Spötter                                                                                 |               | 1915            | 1916                                                                                  | Mitglied des Provinziallandtages:364 |
| Louis Staffel                                                                                 | NL            | 1883            | 1885                                                                                  | :365 |
| Georg Ludwig Theodor Friedrich Stamm                                                          |               | 1868            | 1879                                                                                  | :365 |
| Ernst Ulrich Stapenhorst                                                                      | DNVP          | 1919            | 1921                                                                                  | Landrat in Landkreis Frankenberg, Regierungspräsident in Hannover, Mitglied des Provinziallandtages:366                                                       |
| Alexander Karl Hermann Ernst Staudinger                                                       |               | 1899            | 1919                                                                                  | Mitglied des Provinziallandtages:367 |
| Philipp Stein                                                                                 | SPD           | 1919            | 1926                                                                                  | Mitglied des Provinziallandtages:368 |
| Günther Otto Hermann von Steinau-Steinrück                                                    | DNVP          | 1919            | 1920                                                                                  | Mitglied des Provinziallandtages:369 |
| Peter Steinbeck                                                                               | Zentrum       | 1925            | 1926                                                                                  | Mitglied des Provinziallandtages:369 |
| Heinrich Steinmetz                                                                            | DRP           | 1905            | 1910                                                                                  | Mitglied des Provinziallandtages:370 |
| Georg Heinrich Stichel                                                                        |               | 1875            | 1886                                                                                  | :371 |
| Theodor Hans-Adalbert von Stockhausen                                                         | Ag            | 1928            | 1929                                                                                  | Mitglied des Provinziallandtages:372 |
| Hans Joachim Stoevesandt                                                                      | NSDAP         | 1933            |                                                                                       | Mitglied des Provinziallandtages:372 |
| Fritz Otto Alexander Stolzenberg                                                              |               | 1917            | 1919                                                                                  | Bürgermeister in Eschwege, Mitglied des Provinziallandtages:374                                                                                               |
| Otto von Strahl                                                                               |               | 1910            | 1911                                                                                  | Mitglied des Provinziallandtages:374 |
| Karl Friedrich Strauß                                                                         |               | 1908            | 1919                                                                                  | Bürgermeister in Bad Hersfeld, Mitglied des Provinziallandtages:374                                                                                           |
| Wilhelm Johannes Stroh                                                                        | DP            | 1885            | 1904                                                                                  | Mitglied des Provinziallandtages:376 |
| Konrad Heinrich Ferdinand Karl Stückrath                                                      | DDP           | 1919            | 1924                                                                                  | Mitglied des Provinziallandtages:377 |
| Hugo Rudolf von Stumm                                                                         |               | 1894            | 1897                                                                                  | Mitglied des Provinziallandtages,:23 wurde 1896 in eine geschlossene Anstalt eingewiesen                                                                      |
| Eduard Arthur Carl von und zu der Tann-Rathsamhausen                                          | NL, DRP, DP   | 1886            | 1899                                                                                  | Mitglied des Provinziallandtages:379 |
| Johann Georg August Teghillo                                                                  |               | 1877            | 1879                                                                                  | :379 |
| Johann Georg Temme                                                                            |               | 1875            | 1885                                                                                  | Bürgermeister in Bockenheim, Mitglied im Kommunallandtag Wiesbaden (1886–1892), Mitglied des Provinziallandtages:379                                          |
| Karl Thaler                                                                                   | Zentrum       | 1890            | 1892                                                                                  | Mitglied des Provinziallandtages:380 |
| Georg Friedrich Thöne                                                                         | SPD           | 1919            | 1933                                                                                  | Landrat in Witzenhausen, Mitglied des Reichstags, Mitglied des Provinziallandtages:380                                                                        |
| Heinrich Wilhelm Thon                                                                         |               | 1872            | 1874                                                                                  | :382 |
| Ludwig Georg Thon                                                                             |               | 1868            | 1874                                                                                  | :382 |
| Richard Alwin Tölle                                                                           | KPD           | 1933            |                                                                                       | Mitglied des Provinziallandtages:382 |
| Heinrich Treibert                                                                             | SPD           | 1933            |                                                                                       | Mitglied des Provinziallandtages:383 |
| Johann Wilhelm Ferdinand Trieloff                                                             |               | 1869            | 1871                                                                                  | :383 |
| Cornelius Karl Trieschmann                                                                    | Ag, HB, HTBP  | 1926            | 1929                                                                                  | Bürgermeister in Oberellenbach, Mitglied des Provinziallandtages:383                                                                                          |
| Paul Richard Karl Troje                                                                       |               | 1910            | 1919                                                                                  | Oberbürgermeister in Marburg, Mitglied des Provinziallandtages:384                                                                                            |
| Bodo Friedrich Karls Ludwig von Trott zu Solz                                                 |               | 1872            | 1885                                                                                  | :385 |
| Karl Friedrich von Trümbach                                                                   |               | 1890            | 1896                                                                                  | Mitglied des Provinziallandtages:385 |
| Richard Rudolf Adolf Louis Tuercke                                                            | DP, DNVP      | 1904            | 1920                                                                                  | Landrat in Rotenburg, Mitglied des Provinziallandtages:386 |
| Johann Heinrich Karl Ueberhorst                                                               |               | 1868            | 1906                                                                                  | mit einer Unterbrechung von 1872 bis 1890, Mitglied des Provinziallandtages:386                                                                               |
| Hermann Julius Adolf von Uslar                                                                | Freie Ag, Ag  | 1919            | 1925                                                                                  | Mitglied des Provinziallandtages:387 |
| Franz Christian Dagobert Justus Uth                                                           |               | 1917            | 1919                                                                                  | Mitglied des Provinziallandtages:388 |
| Carl Christian Friedrich Uttendörfer                                                          |               | 1881            | 1883                                                                                  | :388 |
| Christoph Wilhelm Vaupel                                                                      |               | 1891            | 1892                                                                                  | Mitglied des Provinziallandtages:389 |
| Kurt Heinrich Vetter                                                                          |               | 1904            | 1920                                                                                  | Bürgermeister in Breitenbach am Herzberg, Mitglied des Provinziallandtages:390                                                                                |
| Heinrich Burghardt Vocke                                                                      |               | 1892            | 1913                                                                                  | Bürgermeister in Eschwege, Mitglied des Provinziallandtages:390                                                                                               |
| Georg Völker                                                                                  | SPD           | 1928            | 1932                                                                                  | Landrat in Fritzlar-Homberg, Bürgermeister in Verna und Allendorf, Mitglied des Provinziallandtages:390                                                       |
| Carl Georg Friedrich Ferdinand Vogeley                                                        | NL            | 1875            | 1880                                                                                  | Mitglied des Preußischen Abgeordnetenhauses:391 |
| Johanna Sophia Wilhelmine Caroline Vogt                                                       | DDP           | 1929            | 1930                                                                                  | Mitglied des Provinziallandtages:391 |
| Otto Heinrich Nikolaus Vogt                                                                   | FrsgVP        | 1897            | 1914                                                                                  | Mitglied des Provinziallandtages:392 |
| Johannes Volkenand                                                                            |               | 1884            | 1885                                                                                  | :392 |
| Franz Lothar Vollbracht                                                                       |               | 1868            | 1870                                                                                  | :392 |
| Jacob Hermann Wilhelm Wachenfeld                                                              |               | 1907            | 1913                                                                                  | Mitglied des Provinziallandtages:393 |
| Johann Jacob Karl Wachsmuth                                                                   | SWR           | 1930            | 1932                                                                                  | Mitglied des Provinziallandtages:393 |
| Johannes Martin Wagner                                                                        |               | 1877            | 1882                                                                                  | :395 |
| Wilhelm Wagner                                                                                |               | 1901            | 1903                                                                                  | Bürgermeister in Tann, Mitglied des Provinziallandtages:396                                                                                                   |
| Carl Sigismund Waitz von Eschen                                                               |               | 1868            | 1871                                                                                  | Mitglied des Preußischen Herrenhaus:396 |
| Bruno von Waldthausen                                                                         |               | 1910            | 1919                                                                                  | Mitglied des Provinziallandtages:399 |
| Alexander Gustav Friedrich von Wartensleben                                                   |               | 1912            | 1919                                                                                  | Mitglied des Provinziallandtages:400 |
| Heinrich Christian Wilhelm Wasmuß                                                             | DDP           | 1919            | 1920                                                                                  | Mitglied des Provinziallandtages:401 |
| Richard Friedrich Wilhelm Weber                                                               | Ag            | 1926            | 1927                                                                                  | Herausgeber der Kasseler Post, Mitglied des Provinziallandtages:402                                                                                           |
| Richard Peter Matthias Wegmann                                                                | DNVP          | 1930            | 1932                                                                                  | Mitglied des Provinziallandtages:403 |
| Martin Georg Anton von Wegnern                                                                | Zentrum       | 1886            | 1887                                                                                  | Landrat in Hünfeld, Mitglied des Provinziallandtages:403 |
| Josef Wehner                                                                                  | Zentrum       | 1919            | 1925                                                                                  | Mitglied des Provinziallandtages:403 |
| Hermann Karl Otto Weidemann                                                                   | SPD           | 1929            | 1930                                                                                  | Bürgermeister in Hofgeismar, Mitglied des Provinziallandtages, Mitglied des Hessischen Landtags:403                                                           |
| Hermann Gustav Adolf Weigel                                                                   | NL            | 1868            | 1886                                                                                  | Mitglied des Preußischen Herrenhaus, Mitglied des Reichstags:404                                                                                              |
| Karl Otto Paul Weinrich                                                                       | NSDAP         | 1930            | 1933                                                                                  | Mitglied des Preußischen Landtags, Mitglied des Reichstags, Mitglied des Provinziallandtages:405                                                              |
| Emil Weise                                                                                    | NL            | 1886            | 1891                                                                                  | Oberbürgermeister in Kassel, Mitglied des Provinziallandtages:405                                                                                             |
| Jean Heinrich Weißhaupt                                                                       |               | 1878            | 1893                                                                                  | Mitglied des Provinziallandtages:406 |
| Albert Westerburg                                                                             | DFP           | 1890            | 1900                                                                                  | Oberbürgermeister in Hanau und Kassel, Mitglied des Preußischen Abgeordnetenhauses, Mitglied des Preußischen Herrenhaus, Mitglied des Provinziallandtages:408 |
| N.N.Wickel                                                                                    |               | 1886            | 1887                                                                                  | Mitglied des Provinziallandtages:409 |
| Lorenz Weber                                                                                  | Zentrum       | 1917            | 1919                                                                                  | Mitglied des Provinziallandtages:409 |
| Heinrich Wiechens                                                                             | Zentrum       | 1926            | 1932                                                                                  | Mitglied des Provinziallandtages:409 |
| Carl Rudolph von Wild                                                                         | NL, DDP       | 1911            | 1919                                                                                  | Mitglied des Provinziallandtages:410 |
| Justus Windemuth                                                                              | SPD           | 1930            | 1932                                                                                  | Bürgermeister in Weiterode, Mitglied des Provinziallandtages:412                                                                                              |
| Wilhelm Winter                                                                                |               | 1881            | 1897                                                                                  | Bürgermeister in Homberg, Mitglied des Provinziallandtages:414                                                                                                |
| Karl Wippermann                                                                               | NL            | 1868            | 1871                                                                                  | :414 |
| Heinrich Wiskemann                                                                            |               | 1872            | 1875                                                                                  | :415 |
| Georg Wilhelm Wissemann                                                                       | Ag            | 1921            | 1925                                                                                  | Mitglied des Provinziallandtages:416 |
| Johannes Wittich                                                                              |               | 1877            | 1882                                                                                  | Bürgermeister in Lendorf:417 |
| Daniel Christian Warnke Wittrock                                                              | SPD           | 1921            | 1933                                                                                  | mit einer Unterbrechung von 1924 bis 1930, Mitglied des Provinziallandtages, Mitglied des Preußischen Staatsrat, Mitglied des Hessischen Landtags:417         |
| Josef Witzel                                                                                  | Zentrum       | 1899            | 1916                                                                                  | Bürgermeister in Oberaschenbach und Hofaschenbach, Mitglied des Provinziallandtages:417                                                                       |
| Friedrich Wilhelm Wörner                                                                      | KPD           | 1933            |                                                                                       | Mitglied des Provinziallandtages:418 |
| Peter Wolf                                                                                    | SPD           | 1930            | 1932                                                                                  | Mitglied des Provinziallandtages:419 |
| Wilhelm Georg Fritz Carl Theodor Wolf                                                         |               | 1898            | 1916                                                                                  | Mitglied des Provinziallandtages:419 |
| Bernhard Julius Friedrich Wolff                                                               | NL            | 1878            | 1885                                                                                  | Mitglied des Preußischen Abgeordnetenhauses:419 |
| Gottlob Carl Wolff von Gudenberg                                                              | DP            | 1868            | 1878                                                                                  | Mitglied des Preußischen Abgeordnetenhauses:419 |
| Jakob Wolfram                                                                                 |               | 1868            | 1874                                                                                  | :420 |
| Carl Martin Wollenhaupt                                                                       | NL, Ag        | 1921            | 1929                                                                                  | Mitglied des Provinziallandtages:420 |
| Carl Friedrich Casimir Adolf Ludwig von Ysenburg und Büdingen in Meerholz                     |               | 1868            | 1885                                                                                  | Mitglied des Preußischen Herrenhaus:422 |
| Gustav Clemens Friedrich Karl Ludwig von Ysenburg und Büdingen in Meerholz                    |               | 1899            | 1910                                                                                  | Mitglied des Preußischen Herrenhaus, Mitglied des Provinziallandtages:422                                                                                     |
| Ferdinand Maximilian III Adolf Ernst Ludwig Philipp von Ysenburg und Büdingen in Wächtersbach |               | 1868            | 1885                                                                                  | Mitglied des Preußischen Herrenhaus:422 |
| Friedrich Wilhelm Adolf Georg Kasimir Karl von Ysenburg und Büdingen in Wächtersbach          |               | 1878            | 1887                                                                                  | mit einer Unterbrechung von 1879 bis 1887, Mitglied des Provinziallandtages:422                                                                               |
| Christian Friedrich Wilhelm Zickendraht                                                       |               | 1871            | 1898                                                                                  | mit einer Unterbrechung von 1878 bis 1896, Mitglied des Provinziallandtages:423                                                                               |
| Heinrich Friedrich Ziegler                                                                    |               | 1868            | 1874                                                                                  | :424 |
| Wilhelm Christian Friedrich Gerhard Ziegler                                                   | NL            | 1868            | 1877                                                                                  | :424 |
| Carl Bogislaus Ferdinand Adalbert Ziemann                                                     |               | 1878            | 1879                                                                                  | :424 |
| Georg Heinrich Zuschlag                                                                       | NL            | 1868            | 1877                                                                                  | :427 |

### Abkürzungsverzeichnis der Parteinamen
1. ↑  NSDAP = Nationalsozialistische Deutsche Arbeiterpartei
2. ↑  DNVP = Deutschnationale Volkspartei
3. ↑  Zentrum = Deutsche Zentrumspartei
4. ↑  DDP = Deutsche Demokratische Partei
5. ↑  DP = Deutschkonservative Partei
6. ↑  SPD = Sozialdemokratische Partei Deutschlands
7. ↑  DVP = Deutsche Volkspartei
8. ↑  LDP = Liberal-Demokratische Partei
9. ↑  FDP = Freie Demokratische Partei
10. ↑  Ag = Hessische Arbeitsgemeinschaft, Hessen-Nassauische Arbeitsgemeinschaft
11. ↑  NL = Nationalliberale Partei
12. ↑  BdL = Bund der Landwirte
13. ↑  FK = Freikonservative Partei
14. ↑  WP = Reichspartei des deutschen Mittelstandes
15. ↑  KPD = Kommunistische Partei Deutschlands
16. ↑  DHP = Deutsch-Hannoversche Partei
17. ↑  DSP = Deutschsoziale Partei
18. ↑  DvP = Deutschvölkische Partei
19. ↑  USPD = Unabhängige Sozialdemokratische Partei Deutschlands
20. ↑  DStP = Deutsche Staatspartei
21. ↑  DRP = Deutsche Reichspartei
22. ↑  CNBLVP = Christlich-Nationale Bauern- und Landvolkpartei
23. ↑  SED = Sozialistische Einheitspartei Deutschlands
24. ↑  FrsgVP = Freisinnige Volkspartei
25. ↑  FrVg = Freie Vereinigung
26. ↑  SWR = Kampffront Schwarz-Weiß-Rot
27. ↑  HB = Hessischer Bauernbund
28. ↑  HTBP = Hessische und Thüringische Bauernpartei
29. ↑  DFP = Deutsche Fortschrittspartei